# Йооп, Вольфганг
Вольфганг Йоп (нем. Wolfgang Joop; род. 18 ноября 1944, Потсдам) — известный немецкий модельер

. Является основателем дома моды и косметики «JOOP!». Наряду с Карлом Лагерфельдом и Жиль Сандер является одним из самых успешных немецких модельеров.

## Карьера

### Ранние годы
После окончания в 1966 году гимназии им. Вильгельма, Йоп по настоянию отца начал изучение психологии рекламы в Брауншвейге. Не имея собственного интереса, он бросает учёбу. После этого Йооп становится реставратором и занимается искусством. В 1968 году он принимается за художественное образование, которое затем также бросает.
Собственно карьера Вольфганга Йопа началась в 1970 году, когда он вместе со своей женой Карин принял участие в конкурсе мод немецкого журнала Constanze и получил свои первые три премии. Благодаря этому успеху он становится редактором мод женского журнала Neue Mode. В 1971 году он уходит с этой должности, предпочтя работать самостоятельно в качестве свободного журналиста и дизайнера.
Международная известность пришла к Йопу в 1978 году, когда он представил свою первую коллекцию мехов, которую New York Times отметила в почётной статье под названием Prussian Designer («Прусский дизайнер»).

### JOOP!
Весной 1982 Йоп представил свою первую женскую прет-а-порте коллекцию, за которой в 1985 последовала первая мужская коллекция. Двумя годами позже появляется первая коллекция его духов и Йооп превращает своё имя в товарный знак, обратив имя полностью в заглавные буквы и прибавив к нему восклицательный знак, что должно символизировать энергию. С этого момента под этим именем можно приобрести одежду, обувь, очки, драгоценности и духи. «JOOP!» теперь не просто дизайнерская торговая марка, но и марка стиля жизни, которая предоставляет «только» эскизы и лицензии, и не занимается производством как таковым.
В 1983 году Йоп удостаивается почётной премии Fil d’or. А в 1984 году Европейской шёлковой комиссией ему присуждается «Золотая прялка».
В 1985 году Йооп поступает в Берлинскую высшую школу искусств как внештатный доцент в области дизайна. В 1987 году Высшая школа назначает его профессором. Позже он проводит семинар «Меховая мода с аксессуарами».
После объединения Германии Йоп был первым западным дизайнером, который начал сотрудничать с Мейсенской фарфоровой мануфактурой, для которой он разработал сервиз. С 1997 года его продукты продаются через Joop GmbH. В 1988 году Йоп продаёт 95 % акций своей фирмы, а в 2001 году оставшиеся 5 %. В 1999 году он создаёт фирму Wunderkind Art, расположенную в Потсдаме, а в сентябре 2004 года в Нью-Йорке была представлена дебютная коллекция этой модной марки.

## Другая деятельность
Вольфганг Йоп — человек разносторонний: помимо моды и дизайна, он интересуется многим другим, например, иллюстрацией. Более 100 его работ выставляются в Гамбургском музее искусства и ремёсел. Он коллекционирует произведения искусства, в особенности современные картины и скульптуры, а кроме того ещё и старую мебель.
В 2000 году Вольфганг Йоп сыграл главную роль в сатирическом фильме Оскара Рохлера Suck My thick.
Йоп — автор нескольких книг, а также многих статей для журналов и газет. В частности он писал для журналов Spiegel, Stern и газеты Welt am Sonntag. Его до сих пор издаваемые книги: подарочная книжка «Маленькое сердце» (Das kleine Herz, 2001), поваренная книга «Сумасшедшая кухня» (Hectic Cuisine, 2002), автобиография «Неподвижность беглеца» (Stillstand des Flüchtigen, 2002) и роман «В волчьей шкуре» (Im Wolfspelz, 2003). По собственным словам он не умеет пользоваться компьютером и пишет книги от руки, таким же образом он планирует написать свой второй роман.
Йоп оказывает поддержку союзу «Dunkelziffer e.V.», которое заботится о детях, подвергшихся сексуальному насилию, и обществу «Hamburg Leuchtfeuer», заботящемся о людях, больных СПИДом.
Может показаться странной точка зрения Йопа, касающаяся террористических актов, произошедших в США 11 сентября 2001 года. В одном интервью он между прочим заметил: «Я не сожалею, что башен-близнецов больше нет, потому что они символизировали капиталистическое высокомерие.»

## Личная жизнь
В 1970 году Вольфганг Йоп женился на студентке художественного института Карин Бенатцки, с которой позже развёлся. У него две дочери — Джетте Йоп (также занимающаяся модой и дизайном драгоценностей) и Флорентин Йоп. С момента развода со своей женой живёт в однополом союзе и не скрывает своей гомосексуальности.
Йоп считает себя космополитом, имеет резиденцию в Монте-Карло, владеет пентхаусом в Нью-Йорке и двумя виллами в своём родном городе Потсдаме (вилла «Wunderkind» и вилла «Rumpf»). Он чувствует себя очень привязанным к городу, в который после многолетнего пребывания в Гамбурге он вернулся в 1998 году.